# Regadas (Fafe)
Regadas es una freguesia portuguesa del concelho de Fafe, con 4,88 km² de superficie y 1.794 habitantes (2001). Su densidad de población es de 367,6 hab/km².